# Le Bref Été de l'anarchie
Le Bref Été de l'anarchie (sous-titré La vie et la mort de Buenaventura Durruti ; en allemand Der kurze Sommer der Anarchie. Buenaventura Durrutis Leben und Tod) est un roman historique de l'écrivain allemand Hans Magnus Enzensberger publié en 1972. Il est publié en français en 1975 par Gallimard.

## Argument
Le livre raconte la vie et les luttes de l'anarcho-syndicaliste espagnol Buenaventura Durruti en faisant intervenir des dizaines de témoignages véridiques, extraits de reportages, discours, tracts et Mémoires, sans que l'auteur n'intervienne dans le récit. Il s'agit donc d'un roman-collage, choral, fait de fragments, où l'Histoire apparaît comme une fiction collective.
Le titre du livre fait référence à la Révolution sociale espagnole de 1936 durant laquelle les travailleurs ont réalisé et défendu l'autogestion de nombreux secteurs industriels et agricoles pendant plusieurs mois entre juillet 1936 et 1937.